# Entrada ficticia
Una entrada ficticia es un término en español que sirve para definir un artículo que ha sido agregado deliberadamente a una enciclopedia o diccionario, el cual está pensado para ser reconocido de forma más o menos rápida como falsa por parte del lector. En inglés se ha usado ocasionalmente el neologismo mountweazel, en sustitución de Fictitious o fake entry, surgido de la biografía de la inexistente fotógrafa estadounidense Lillian Virginia Mountweazel, aparecida en la edición de 1975 de la New Columbia Encyclopedia.
En alemán este fenómeno es conocido con el término U-Boot (abreviatura del alemán Unterseeboot, "submarino"). La palabra nihilartikel también se usa en alemán para expresar la voluntariedad de fabricar este tipo de bulos. En la Wikipedia en alemán se creó una entrada ficticia sobre un inexistente insecto, supuestamente llamado Leuchtschnabelbeutelschabe.
La motivación principal por la que los propietarios de los derechos de autor introducen este tipo de trampas en sus obras suelen ser, además de la simple e inocente travesura divertida a modo de huevo de Pascua, la de protegerse de plagios y violaciones del copyright pues es sencillo demostrar si un diccionario o enciclopedia ha sido plagiado dado que, además del resto de entradas, se habrá copiado también dichas falsas.[cita requerida]
Variantes de este tipo de engaños las encontramos también en la cartografía, con la localización en calles inexistentes (denominadas calles trampa o trap street en inglés), mapas con topónimos imaginarios o puntos de control de ínfimo tamaño en planos digitales, inapreciables a simple vista por la persona que los consulte (o copie) pero fácilmente localizables por aquellas entrenadas para buscarlos.
Aunque el valor de estos métodos es discutible y no garantiza su validez ante un tribunal, permite detectar, por parte de los propietarios con derechos sobre una obra, los posibles plagios de esta por terceros.